# Мельниченко, Варвара Филипповна
Варвара Филипповна Мельниченко (1934 — ?) — бригадир гидромелиоративного совхоза-техникума имени Ленина Кагульского района Молдавской ССР, Герой Социалистического Труда (30.04.1966). Депутат Верховного Совета СССР.
Родилась в 1934 году. Украинка, девичья фамилия Мельниченко. С 1950-х по 1964 год упоминается по фамилии мужа — Каранфил.
В 1956 году окончила агрономическое отделение Кишинёвского совхоза-училища виноделия и виноградарства. В 1956—1958 гг. бригадир, агроном-виноградарь винодельческого совхоза.
С 1958 года бригадир виноградного питомника № 1 совхоза-техникума им . Ленина Кагульского района Молдавской ССР.
В 1965 году по её бригаде получен 1 миллион прививок при высоком выходе саженцев. За это достижение присвоено звание Героя Социалистического Труда (30.04.1966).
В 1969 году за её бригадой было закреплено 60 гектаров земли, из которых 40 — маточники подвойных лоз и 20 — школка (участки, предназначенные для выращивания привитых или корнесобственных саженцев винограда). Эта площадь распределялась между тремя звеньями, которые насчитывали в общей сложности 60 человек. Средний выход привитых саженцев первого сорта 42 процента. Себестоимость каждого 10—12 копеек, рентабельность продукции 77 процентов.
Весной 1977 года её бригада сделала 4 млн прививок и получила 45 % первосортных виноградных саженцев. Работники прививали на машине по три тысячи и более черенков за смену.
В 1980-е годы агроном-питомниковод совхоза-техникума. С 1989 года на пенсии.
Депутат Верховного Совета СССР 7-го созыва (1966—1970).